# 王臨亨
王臨亨（1556年—1603年），字止之，號止菴，直隸蘇州府崑山縣軍籍，太倉州人，明朝政治人物。

## 生平
萬曆十六年（1588年）戊子科應天鄉試舉人，萬曆十七年（1589年）己丑科三甲七十二名進士，工部觀政，六月授浙江西安縣知縣，適逢歉收，曾設粥救荒。二十年二月調海鹽縣，二十二年遷刑部主事，養病。二十六年補原職，二十七年江北审决，二十八年廣東恤刑。二十九年陞员外郎、雲南司郎中，萬曆三十一年（1603年）擢浙江杭州府知府。同年丁憂，准給假，治喪時卒，年四十八，葬於崑山祖墳。臨終前自草墓誌銘，與家人訣別，談笑而逝。撰有《粤剑编》四卷。
王临亨审案子为百姓主持公道，从不隔夜、从不拖拉，故被百姓称为“王一天”。他体恤百姓，规定凡老百姓到衙门打官司的费用，绝对不准超过一升米价，故又被百姓称为“王一升”。所撰墓志铭，自谓“身非不爱钱，独不爱负心钱”。

## 家族
曾祖王時暘，禮部主事。祖父王三錫，光州知州；嗣父王貴惪，按察司經歷；生父王重鼎。